# Étienne Landaboure
Étienne Landaboure, né à Boucau le 9 septembre 1899 et mort le 24 septembre 1962, est un homme politique français.

## Biographie
Il est sénateur des Basses-Pyrénées et conseiller général du canton de Bayonne Nord-Est.